# Выбирая жизнь
«Выбирая жизнь», также известный под названием «Двойственность» и «Выбор жизни» (яп. 命の選択を; дословно — «Выбирать жизнь») — восемнадцатый эпизод аниме-сериала «Евангелион» от студии Gainax. Режиссёр — Тэнсай Окамура, сценаристы — Синдзи Хигути и Хидеаки Анно. Впервые эпизод был показан 31 января 1996 года на TV Tokyo, набрав 9,6 % аудитории.
Самолёт из филиала агентства Nerv в США перевозит Евангелион-03 в филиал в Мацусиро. По дороге тринадцатый ангел Бардиил паразитирует на роботе. Тем временем майор Nerv Мисато Кацураги и будущий пилот Евы-03 Тодзи Судзухара отправляются в Мацусиро. На следующий день Тодзи в контактной капсуле внедряют в Еву-03. Затем Бардиил пробуждается и берёт робота под свой контроль. Руководитель Nerv Гэндо Икари приказывает Рей Аянами на Еве-00, Синдзи Икари на Еве-01 и Аске Лэнгли Сорью на Еве-02 сразиться с ангелом. Бардиил выводит из строя Еву-00 и Еву-02, после чего нападает на Еву-01. Синдзи отказывается сражаться, так как не хочет убить человека внутри Евы-03. Гэндо приказывает внедрить в Еву-01 псевдопилота. Синдзи теряет над ней контроль и она, распотрошив Еву-03, уничтожает капсулу пилота. В конце эпизода Синдзи узнаёт, что пилот выжил и им был его друг и одноклассник Тодзи.

## Сюжет
Эпизод начинается с того, как самолёт из филиала агентства Nerv в США перевозит Еву-03 в филиал в Мацусиро. Пролетая через кучево-дождевые облака, образуется разряд молнии. Вероятно, именно в этот момент тринадцатый ангел Бардиил паразитирует на Еве-03.
Майор Nerv Мисато Кацураги сообщает Синдзи Икари о том, что она уезжает во второй испытательный центр Мацусиро и пока её не будет за ним и Аской Лэнгли Сорью приглядит Рёдзи Кадзи. В школе Синдзи и его одноклассник Кенске Аида во время обеда замечают, что их одноклассник Тодзи Судзухара пропал. Сам Тодзи стоит на крыше школы. К нему приходит Рей Аянами, чтобы поговорить. Тодзи понимает, что Рей и Аска знают о том, что он будет пилотом Евы-03. После школы Аска и староста класса Хикари Хораки идут домой. Хикари говорит, что любит Тодзи.
На следующее утро в Мацусиро контактную капсулу с Тодзи внедряют в Еву-03. Затем Бардиил пробуждается и берёт её под свой контроль, уничтожив сильным взрывом Мацусиро. Гэндо Икари, взяв на себя командование, приказывает Рей на Еве-00, Синдзи на Еве-01 и Аске на Еве-02 сразится с Бардиилом.
Бардиил выводит Еву-00 и Еву-02 из строя, после чего нападает на Еву-01. Синдзи отказывается сражаться, так как внутри Евы-03 находится человек. Тогда Гэндо приказывает перекрыть синхронизацию между ним и Евой-01 и ввести в последнюю псевдопилота — систему, предназначенную для имитации пилота и его мыслей. Синдзи теряет контроль над Евой-01 и она атакует Бардиила, распотрошив Еву-03. Взяв капсулу пилота, она раздваливает её в руке.
В конце эпизода Кадзи приходит к раненной Мисато, выжившей после взрыва в Мацусиро. Он сообщает ей о том, что Ева-01 уничтожила Еву-03. Тем временем Синдзи в Еве-01 узнаёт, что пилот в капсуле Евы-03 выжил. Однако затем он видит, как из капсулы достают Тодзи, и кричит.

## Производство
«Выбирая жизнь» появился в «Предложении» (яп. 企画書), презентационном документе о «Евангелионе», опубликованном Gainax в 1993 году. В нём синопсис эпизода почти полностью соответствует его окончательному сюжету: Синдзи сражается с захваченной ангелом Евой-03, которую пилотирует его друг.
Режиссёром и раскадровщиком эпизода является Тэнсай Окамура, сценаристами — Синдзи Хигути и Хидеаки Анно, главным аниматором — Кадзуя Кисэ. Во вступительной музыкальной теме использована песня «A Cruel Angel's Thesis» в исполнении Ёко Такахаси, а в заключительной — B-4 Guitar/Piano версия песни «Fly Me to the Moon».

## Темы и отсылки
В «Выбирая жизнь» затронуто понятие амбивалентности — психологического термина, заключающегося в проявлении противоречивых чувств и эмоций по отношении к чему-либо: у Синдзи есть желание как и понять своего отца, так и отвергнуть. Также в эпизоде затрагивается концепция «доски Карнеада» — мысленного эксперимента, заключающегося в том, можно ли судить человека, который, применив силу, спас себя вместо другого в ситуации, в которой мог выжить лишь один: Синдзи не хочет уничтожать Еву-03, так как в таком случае он убьёт человека внутри неё, поэтому он согласен умереть. По мнению аспирантов Мари Накамуры, Карла Ли и Мартина Рота, в эпизоде ставятся под сомнение различие между людьми и ангелами и разумность сопротивления первых со вторыми, что привело Синдзи к аномии личности.
В одной из сцен эпизода Синдзи спрашивает Кадзи про своего отца Гэндо, после чего второй рассуждает о том, что люди не могут понять друг друга, так как они не понимают самих себя. Японовед Клод Смит сравнил  эту сцену с аналогичным утверждением в романе 1914 года «Сердце» японского писателя Нацумэ Сосэки. Имя ангела Бардиила является отсылкой на архангела Варахиила.

## Показ и критика
Впервые «Выбирая жизнь» был показан 31 января 1996 года на TV Tokyo, набрав 9,6 % аудитории. В 1997 году он занял 13-е место в гран-при Animage, набрав 129 голосов.
Редактор Film School Rejects Макс Ковилл поставил «Выбирая жизнь» на 1-е место своего рейтинга эпизодов «Евангелиона», назвав его знаковым. Также Ковилл поставил четыре кадра из эпизода на 25-е, 17-е, 6-е и 1-е места в своём рейтинге лучших кадров сериала. Акио Нагатоми из Anime Café раскритиковал сценарий эпизода за раскрытие личности Тодзи как пилота Евы-03 в конце, транспортировку Евы-03 и нежелание Синдзи сражаться, так как он не хочет убивать человека. Нагатоми назвал режиссуру эпизода напряжённой, тревожной и волнующей, смерть Евы-03 — ужасающей, а улыбку Гэндо после введения в Еву-01 псевдопилота — садистской. Юитиро Огуро из style.fm похвалил эпизод за режиссуру, а слова Кадзи, сказанные в диалоге с Синдзи, назвал благословенными. Аджай Аравинд из Comic Book Resources поставил битву Евы-01 с Евой-03 на 8-е место своего рейтинга лучших битв сериала.

## Продукция
«Выбирая жизнь» была включена в DVD-сборники «Second Impact Box» Gainax и «Евангелион. Том 3 серии 14―20» российской компанией MC Entertainment, выпущенные в феврале 2001 и 30 августа 2005 года соответственно. Японская компания Movic выпустила футболки, основанные на эпизоде.

### На японском языке
- Evangelion Chronicle (яп.). — DeAgostini, 2010. — Vol. 10.
- Evangelion Chronicle (яп.). — DeAgostini, 2010. — Vol. 22.
- Evangelion Chronicle (яп.). — DeAgostini, 2010. — Vol. 26.
- Evangelion Chronicle (яп.). — DeAgostini, 2010. — Vol. 47.
- Gainax. Neon Genesis Evangelion Newtype 100% Collection = 新世紀エヴァンゲリオン NEWTYPE 100％ COLLECTION (яп.). — Kadokawa Shoten, 1997. — ISBN 4-04-852700-2.

### На английском языке
- Fujie K., Foster M. Neon Genesis Evangelion: The Unofficial Guide (англ.). — Tokyo: DH Publishibg, 2004. — 188 p. — ISBN 9780974596143.
- Li C., Nakamura M., Roth M. Japanese Science Fiction in Converging Media: Alienation and Neon Genesis Evangelion (англ.) // Asiascape Occasional Papers. — 2013. — April (iss. 6). — P. 1—16.
- Smith C. You Are Not Alone: Self-Identity and Modernity in Neon Genesis Evangelion and Kokoro :  [англ.]. — Florida State University. — 2008.